# 朗·斯帕克斯

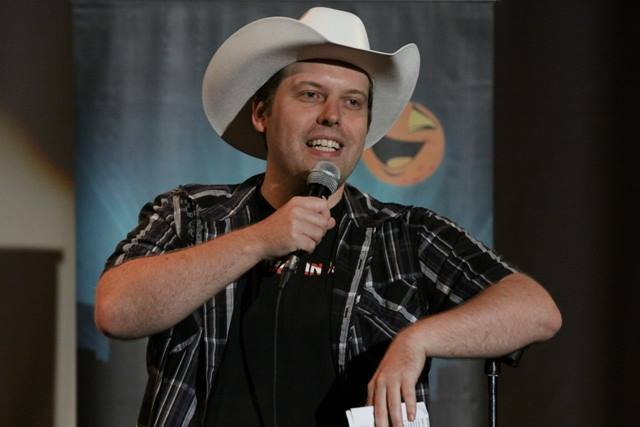
朗·斯帕克斯 (Ron Sparks) 在卡尔加里举行的 2013 年 YY 喜剧节上表演。照片摄于 2013 年 9 月，加拿大艾伯塔省卡尔加里。

朗·斯帕克斯（英文：Ron Sparks，1978年5月20日—）是加拿大喜劇演員、電影劇本編劇。他以當棟篤笑演員、在加拿大電視頻道MuchMusic電視節目《Video on Trial》飾演陪審員最著名。另外他也在MuchMusic電視節目《Stars on Trial》飾演法官。
內德·斯帕克斯在1978年出生於加拿大安大略省多倫多。

## 外部連結
- 朗·斯帕克斯的 Myspace （页面存档备份，存于）
- 朗·斯帕克斯的官網
- 朗·斯帕克斯在互联网电影资料库（IMDb）上的資料（英文）
- 互联网电影数据库（IMDb）上《From the Desk of Ron Sparks》的资料（英文）